# Philhygra tmolosensis
Philhygra tmolosensis är en skalbaggsart som först beskrevs av Max Bernhauer 1940.  Philhygra tmolosensis ingår i släktet Philhygra, och familjen kortvingar. Arten är reproducerande i Sverige.